# Büssing A5P
La Büssing A5P è stata un'autoblindo prodotta in piccolo numero dalla Germania durante la prima guerra mondiale.

## Storia
La compagnia automobilistica Büssing ricevette i suoi primi ordini di veicoli militari nel 1910, producendo trattori d'artiglieria e rimorchi. Nel novembre 1914 alla Büssing fu richiesto di sviluppare un'autoblindo a trazione integrale, chiamata poi A5P, la cui produzione cominciò nel 1916. Essa aveva un grande corpo corazzato in acciaio e un equipaggio di 10 uomini: sei della squadra operavano in tre mitragliatrici da 7,92 mm, di solito MG 08 o MG 15 aN; alcuni veicoli ricevettero invece due cannoni Becker da 20 mm.
L'A5P fu in servizio fino al 1917 sul fronte orientale; il suo numero di produzione fu limitato.